# Giorgio Avola
Giorgio Avola (ur. 8 maja 1989 w Modica) – włoski florecista, złoty medalista olimpijski, wielokrotny medalista mistrzostw świata i Europy.
Na igrzyskach olimpijskich w Londynie w 2012 roku reprezentacja Włoch w składzie: Valerio Aspromonte, Giorgio Avola, Andrea Baldini i Andrea Cassarà zdobyła złoty medal w zawodach drużynowych. Podczas rozgrywanych cztery lata później igrzysk w Rio de Janeiro był czwarty drużynowo i szósty indywidualnie. Brał też udział w igrzyskach olimpijskich w Tokio, gdzie zajął piątą pozycję w zawodach drużynowych.
Podczas mistrzostw świata w Katanii w 2011 roku zdobył brązowy medal indywidualnie, plasując się za swymi rodakami: Andreą Cassarą i Valerio Aspromonte. Na rozgrywanych dwa lata później mistrzostwach świata w Budapeszcie wspólnie z Valerio Aspromonte, Andreą Baldinim i Andreą Cassarą zdobył złoto w rywalizacji drużynowej. Wynik ten Włosi z Avolą w składzie powtórzyli na mistrzostwach świata w Moskwie (2015), mistrzostwach świata w Lipsku (2017) i mistrzostwach świata w Wuxi (2018). W tej samej konkurencji zdobywał również brązowe medale podczas mistrzostw świata w Kazaniu (2014) i mistrzostw świata w Budapeszcie (2019).
Wielokrotnie zdobywał medale mistrzostw Europy, w tym złote drużynowo na mistrzostwach Europy w Lipsku (2010), mistrzostwach Europy w Sheffield (2011) i mistrzostwach Europy w Legnano (2012). Na mistrzostwach Europy w Sheffield (2011) zwyciężył też w turnieju indywidualnym.